# 法乗院 (江東区)
法乗院（ほうじょういん）は、東京都江東区深川二丁目にある真言宗豊山派の寺院。

## 概要
1629年（寛永6年）、覚誉僧正によって開山された。元々は深川富吉町（現・東京都江東区佐賀）に位置していたが、1641年（寛永18年）に現在地に移転した。

## 日本最大の閻魔大王座像
江戸時代から「深川の閻魔」として知られていた。当初の本尊は閻魔であったが、1760年（宝暦10年）に閻魔堂に移された。今日では、深川えんま堂の名で通り、堂内では光や音を駆使しながら閻魔の声で仏の教えを語るように設定されている。
19の祈願に対し賽銭を投入することで、仏様より様々な説法を聞くことが出来るというシステムであり、日本で初めて採用した。おゑんまさまの除けと封じの法力は特別なものとのことで、江戸三ゑんまの一つとして庶民を惹きつけている。構造は全高3.5 m、全幅4.5 m、重量1.5 t、寄木造りである。

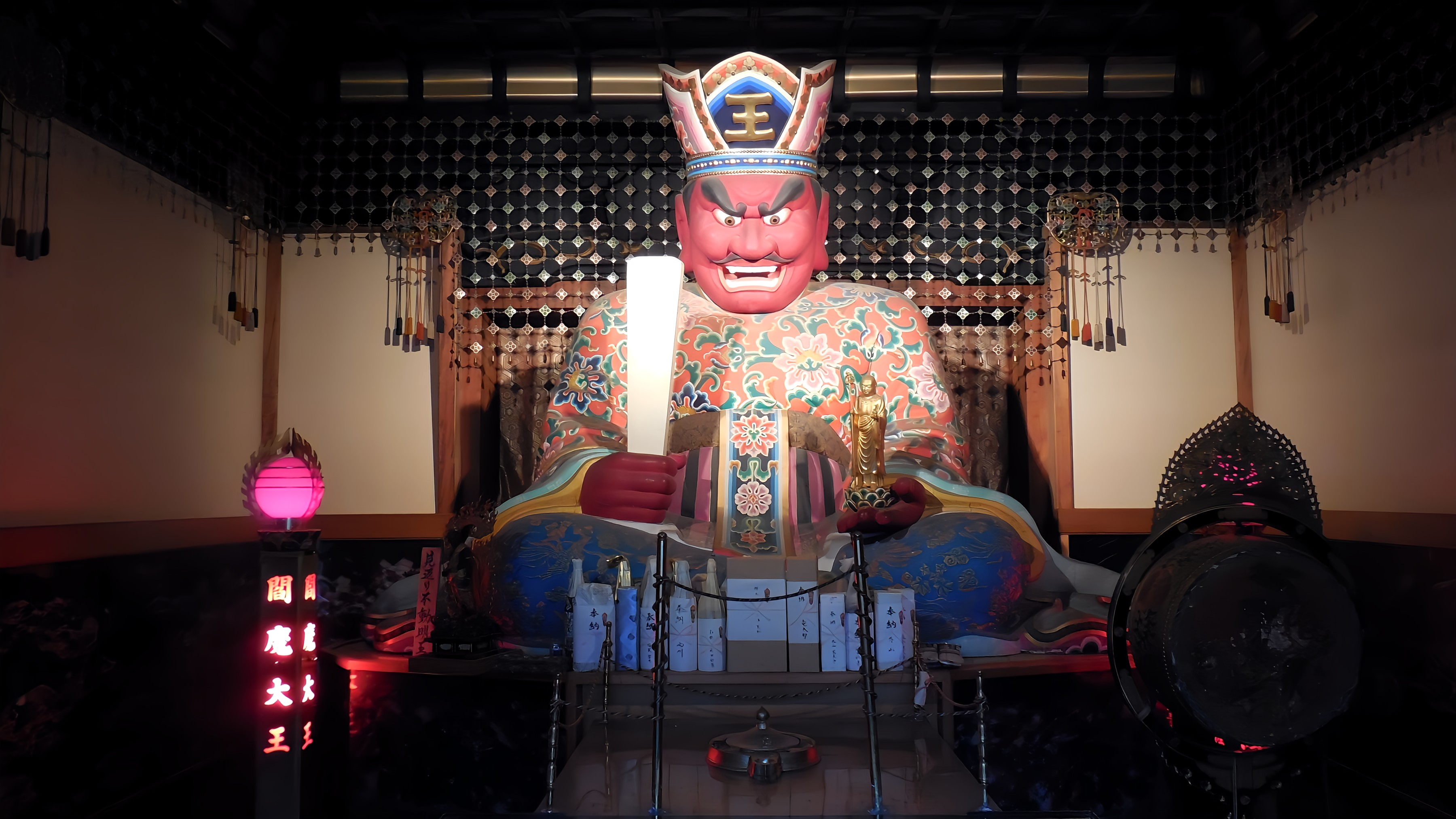
閻魔堂の閻魔大王
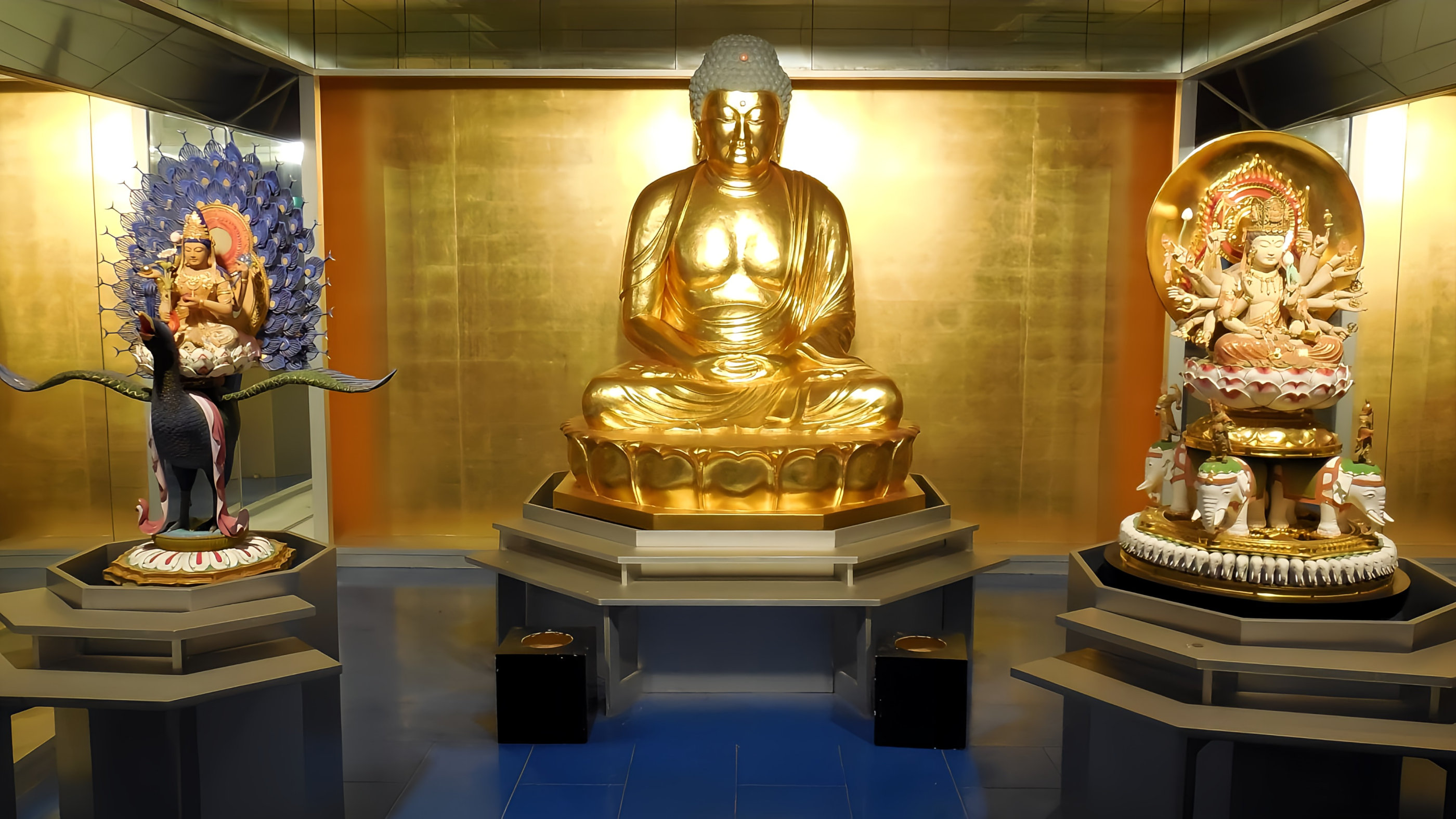
本堂の大日如来像
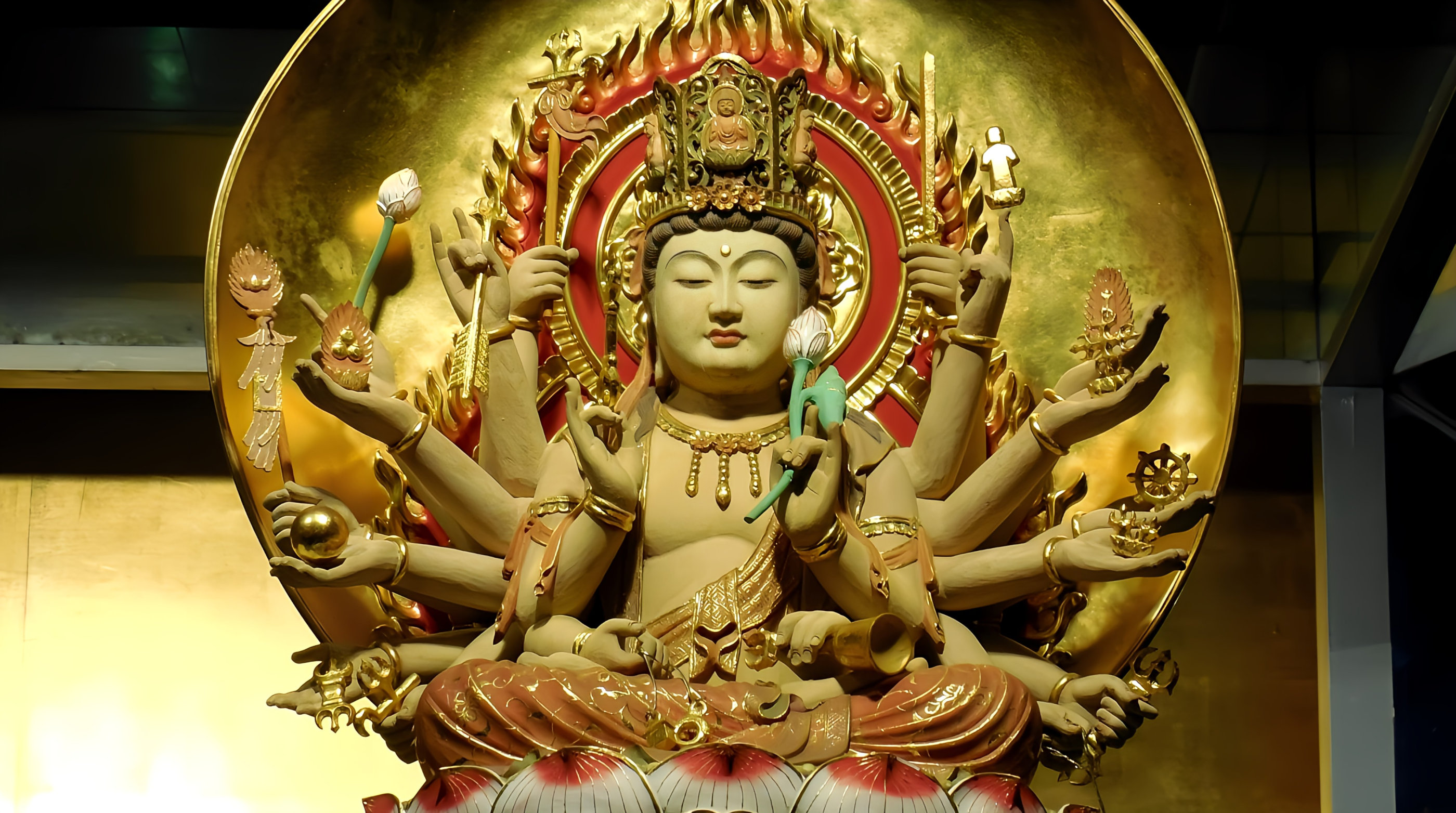
延命普賢菩薩
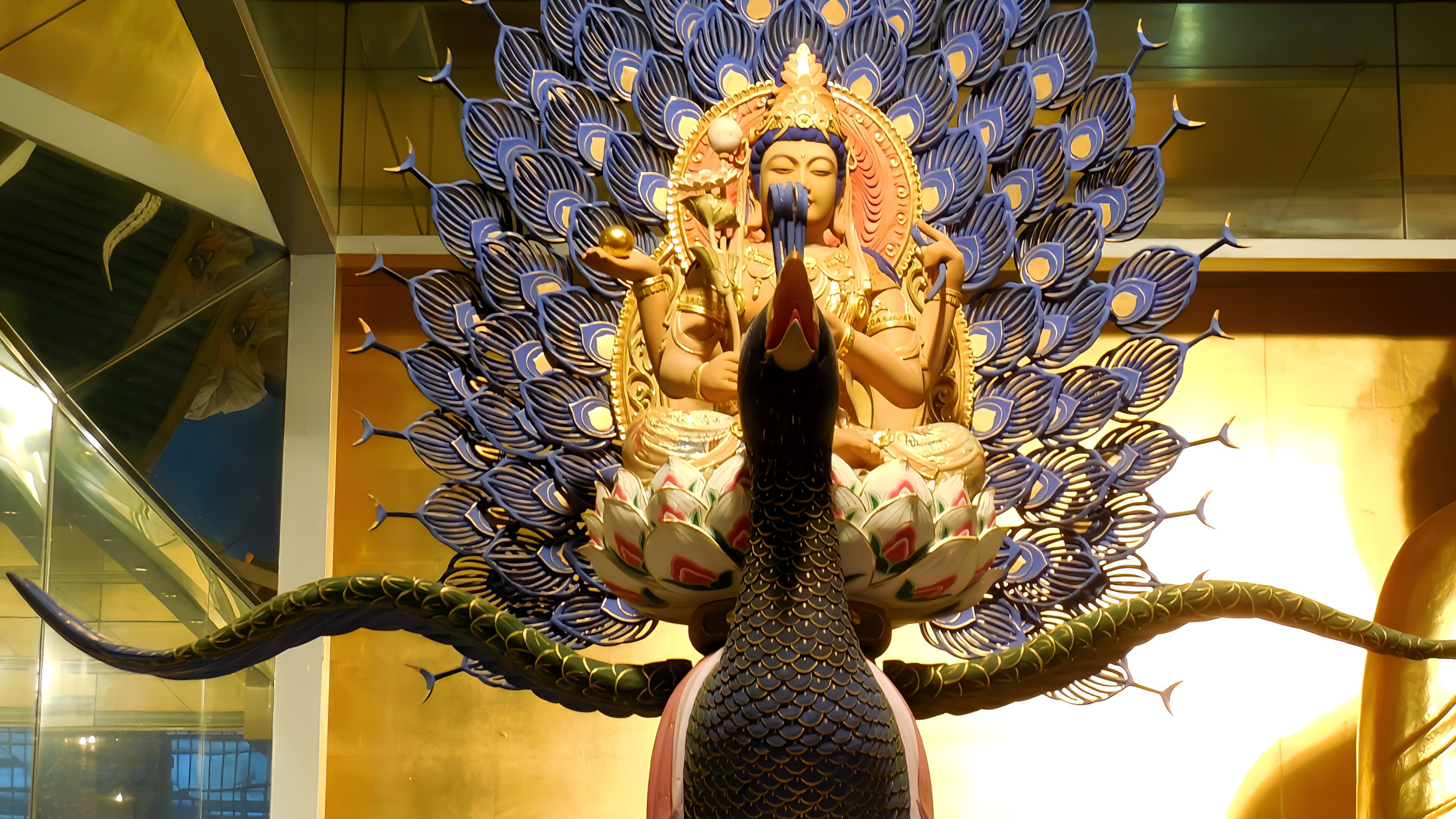
大孔雀明王

## 地獄・極楽絵
本堂一階に展示されている全16枚からなる地獄・極楽図は、天明4年（1784年）に江戸の宋庵という絵師によって描かれた力作である。この絵は、悪行の報い、善行を積むことの必要性、御仏の慈愛、命の尊さを説いたものとされている。冥途の世では、死後の人々は閻魔大王を筆頭に十人の王によって裁きを受けける。十王の本来の姿は菩薩であるが、裁判中は柔和な姿を隠して憤怒の身に姿を変え、次々に亡者を受け取りその罪業を考査し未来での生まれ変わりを定める。御仏の教えの根本理念は、因果応報。人間の生きている時の行いが裁きの因になるということである。

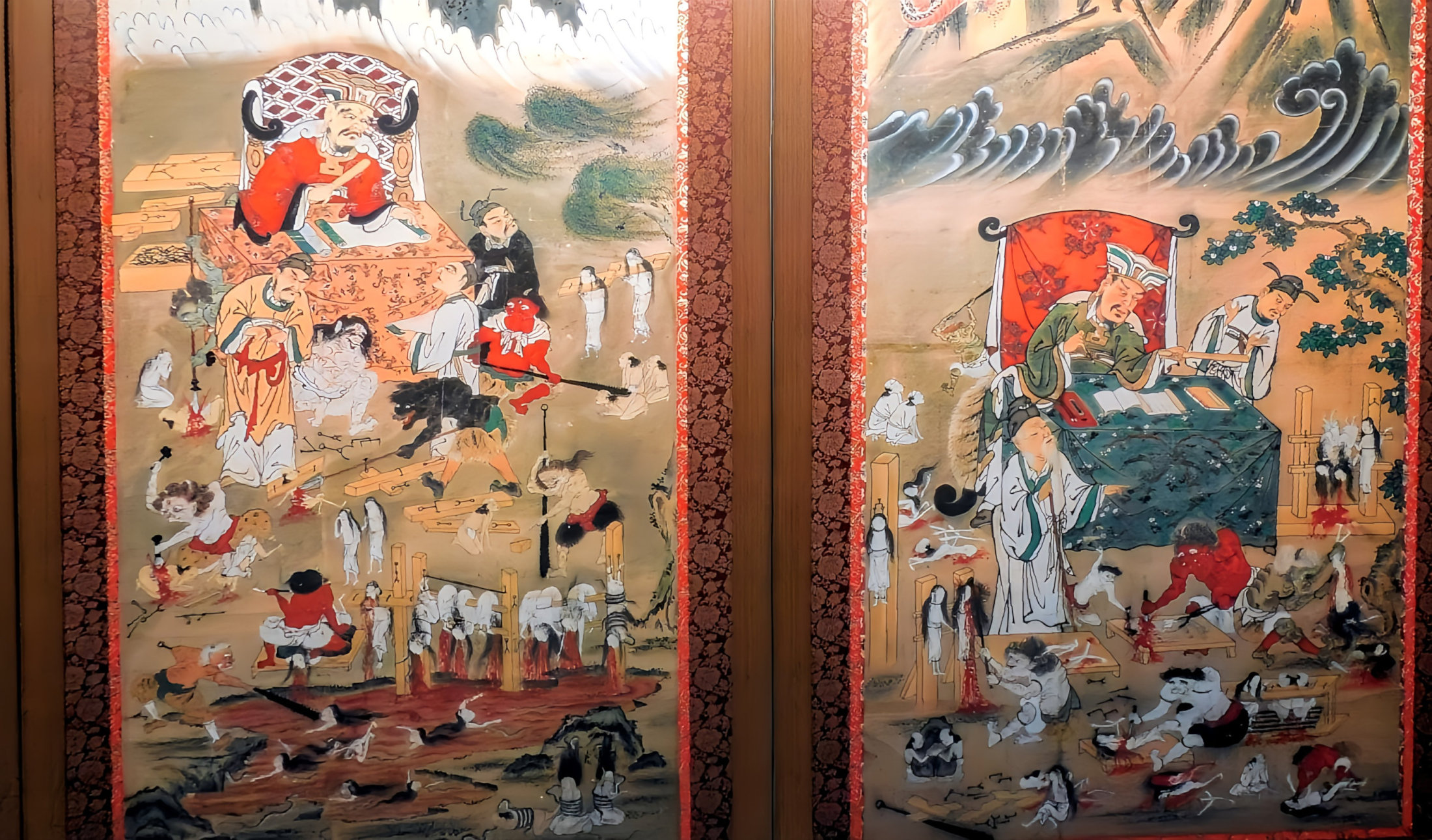
地獄極楽絵
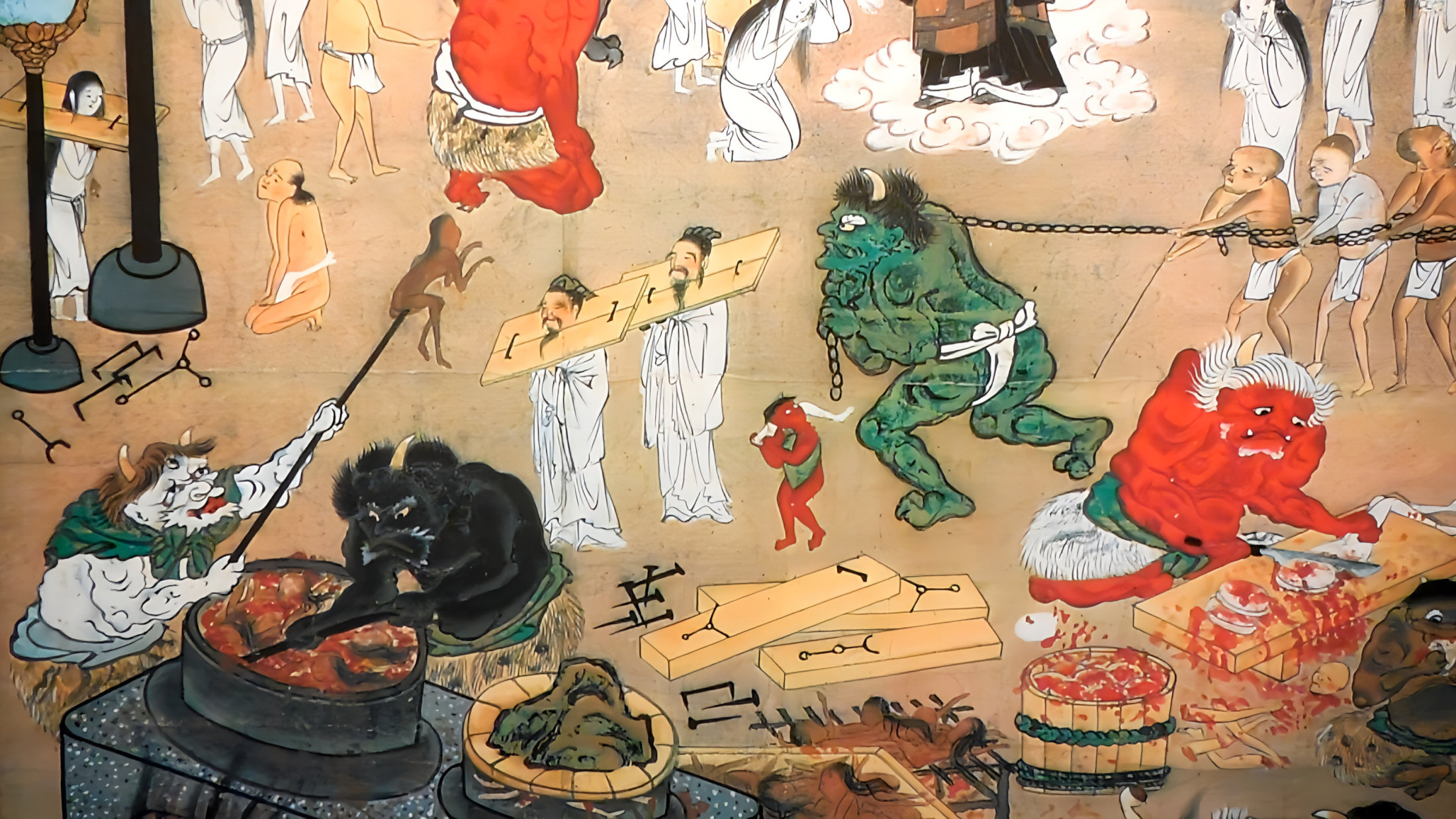
地獄極楽絵（切り取り01）
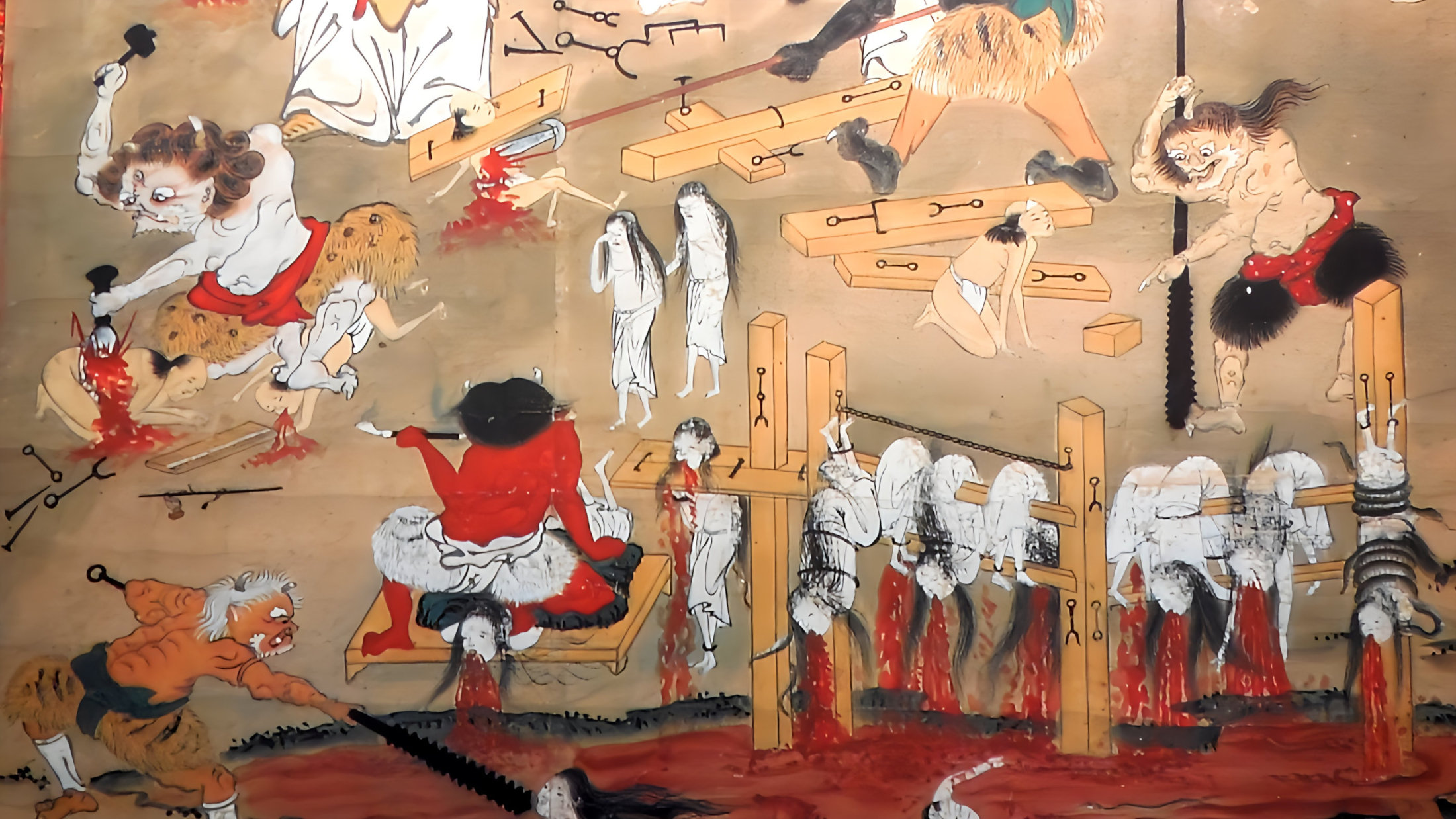
地獄極楽絵（切り取り02）
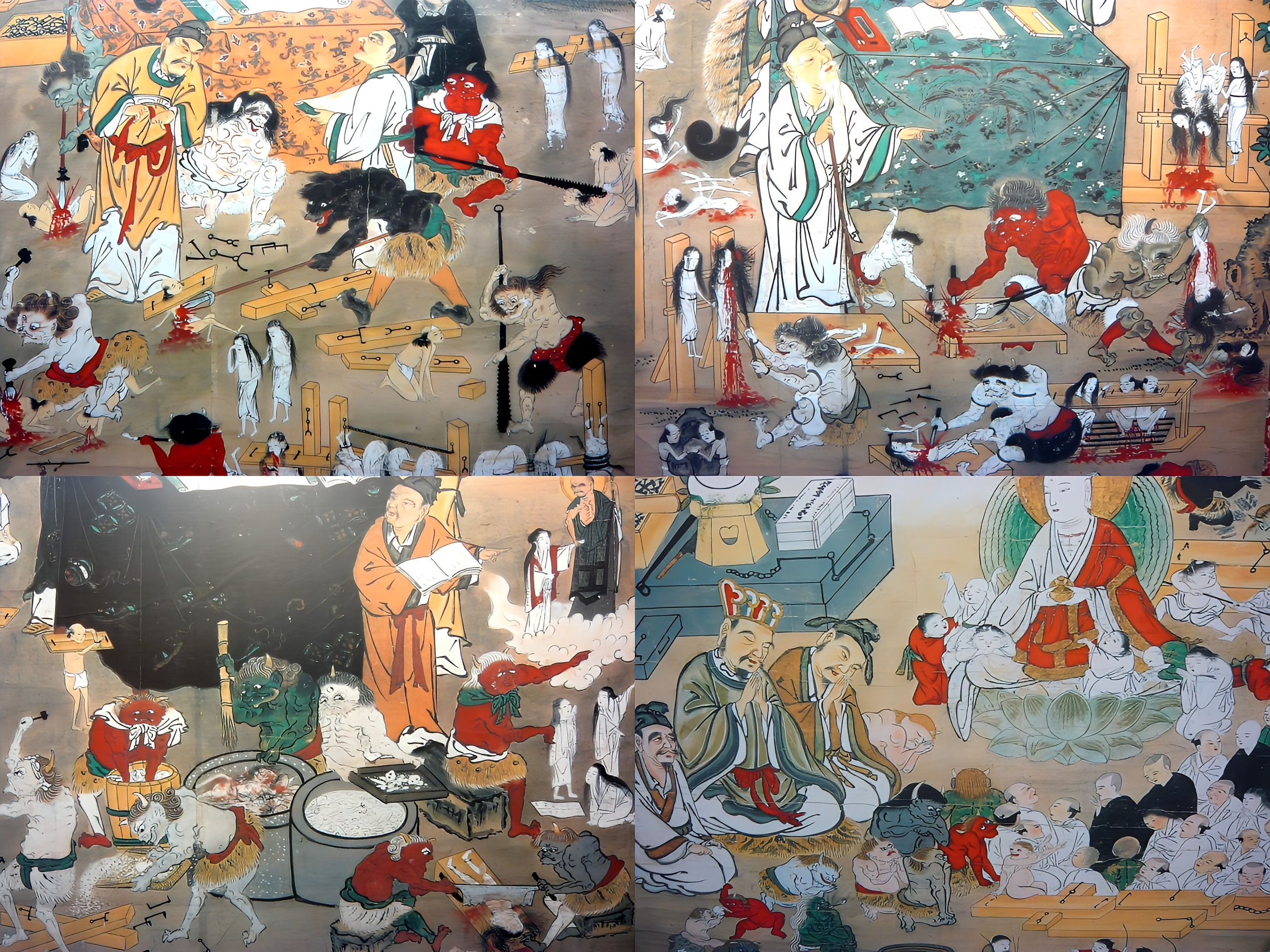
地獄極楽絵（切り取り03）

## 墓所
- 初代市川八百蔵（歌舞伎役者）
- 初世荒木古童（尺八奏者）
  - 「豊田古童」としても知られている。古童の業績を偲ぶ「尺八塚」も建立されている。

## 交通アクセス
- 門前仲町駅より徒歩5分。